# Toui
Toui är en ort i Benin. Den ligger i den centrala delen av landet, 240 km norr om huvudstaden Porto-Novo. Toui ligger 319 meter över havet och antalet invånare är 15 634.
Terrängen runt Toui är huvudsakligen platt. Toui ligger uppe på en höjd. Toui är det största samhället i trakten. 
Omgivningarna runt Toui är en mosaik av jordbruksmark och naturlig växtlighet. Runt Toui är det ganska glesbefolkat, med 24 invånare per kvadratkilometer.